# CMM TV
Castilla-La Mancha Televisión és la televisió autonòmica de Castella-la Manxa.

## Aparició
Va ser creada per decret de les Corts regionals el 26 de maig del 2000, i el 13 de desembre del 2001 va començar les seves emissions regulars. Va començar a emetre les 20:00 h amb un documental, seguit del seu primer informatiu.
El 30 de maig d'aquell mateix any, havia començat a emetre Ràdio Castella-la Manxa (RCM), l'emissora de ràdio autonòmica. Ambdues pertanyen a l'ens públic Radiotelevisió de Castella-la Manxa creades el 2000.
Castella-la Manxa Televisió és membre de la FORTA, la Federació d'Organismes o Entitats de Radio i Televisió Autonòmics.

## Seu i delegacions
La seva seu central és a la ciutat de Toledo. Té a més set delegacions a Albacete, Ciudad Real, Conca, Guadalajara, Puertollano, Talavera de la Reina i Madrid, i una corresponsalia a Nova York.

## Programació i audiència
La seva programació és variada. És una de les televisions autonòmiques amb més audiència del territori espanyol. Entre els seus programes més prestigiosos es troben "Tal Como Somos", presentat per Teresa Viejo, i "El nostre Camp Brau", que ha rebut un premi de l'ATV (Acadèmia de les Ciències i les Arts de Televisió d'Espanya).

## Novetats Tecnològiques del 2007
En els primers mesos de 2008, CMT estrenarà un canal per satèl·lit, "CMT SAT", per mostrar la cultura castellà-manxega per tot el món. A més, també posarà en funcionament el seu segon canal exclusivament per a TDT (televisió digital terrestre), tindrà per nom "CMT 2".